# Таиа
Таиа (груз. თაია) — село в Грузії.
За даними перепису населення 2014 року в селі проживає 555 осіб.